# Marta Mendel
Marta Mendel (ur. 29 października 1979 w Warszawie) – polska doktor habilitowana nauk weterynaryjnych, profesor SGGW, specjalistka farmakologii i toksykologii, prorektor Szkoły Głównej Gospodarstwa Wiejskiego w Warszawie.

## Życiorys
W 2005 uzyskała tytuł zawodowy lekarza weterynarii na Wydziale Medycyny Weterynaryjnej SGGW. Stypendystka Uniwersytetu Medycyny Weterynaryjnej (Tierärztliche Hochschule) w Hanowerze (2003–2004). W 2010 doktoryzowała się z nauk weterynaryjnych na podstawie rozprawy doktorskiej Wpływ wybranych substancji czynnych pochodzących z bluszczu pospolitego (Hedera helix) na aktywność motoryczną izolowanych wycinków żołądka szczura (promotorka – Maria Wiechetek). Tamże w 2018 habilitowała się w dyscyplinie weterynaria, w zakresie farmakologii i toksykologii, przedstawiając dzieło Ocena wpływu wybranych wtórnych metabolitów roślin na aktywność motoryczną wycinków jelita czczego szczura oraz trawieńca i dwunastnicy bydła w warunkach in vitro.
W 2008 rozpoczęła pracę na macierzystej uczelni. Pełniła m.in. funkcję dziekan Wydziału Medycyny Weterynaryjnej (2019–2020) oraz prorektor ds. współpracy międzynarodowej w kadencji 2020–2024. W 2015 została ekspertką Ministerstwa Rolnictwa i Rozwoju Wsi do oceny środków ochrony roślin w zakresie toksykologii ssaków.
Jej zainteresowania naukowe obejmują działania farmakologiczne roślin leczniczych oraz substancji czynnych pochodzenia roślinnego. Jej badania bazują na wykorzystaniu alternatywnych metod i modeli eksperymentalnych in vitro / ex vivo, które umożliwiają ocenę oddziaływania ksenobiotyków na różne funkcje przewodu pokarmowego i wątroby oraz na ocenie toksycznego działania mykotoksyn.
Członkini: Polskiego Towarzystwa Toksykologicznego od 2008 (sekretarz od 2014), Polskiego Towarzystwa Nauk Weterynaryjnych (od 2019), Society of Medicinal Plants and Natural Product Research (od 2009), Podkomisji Antydopingowej w Komisji Weterynaryjnej Polskiego Związku Jeździeckiego (2013–2019). Od 2020 ekspertka Polskiej Komisji Akredytacyjnej w dyscyplinie weterynaria. Członkini Komitetu Nauk Weterynaryjnych i Biologii Rozrodu PAN w kadencji 2024-2028.
Wyróżniana nagrodami Rektora SGGW (2011, 2019-2024), nagrodą III stopnia Polskiego Towarzystwa Nauk Weterynaryjnych (2019) oraz konsorcjum Nor-Feed Veterinary Award (2016, 2017).
Zna angielski, niemiecki, portugalski, hiszpański.
Matka dwójki dzieci.